# Josep Pi-Sunyer i Cuberta
Josep Pi-Sunyer i Cuberta (Barcelona, 18 de desembre de 1913 - Roses, l'Alt Empordà, 26 d'agost de 1995) fou un polític català, fill de Carles Pi i Sunyer.

## Trajectòria
El 1931 va ser un dels fundadors d'Esquerra Republicana de Catalunya i va ser un dels dirigents de les Joventuts d'Esquerra Republicana-Estat Català. El 1935 es va llicenciar en dret a la Universitat de Barcelona. Després de la guerra civil espanyola es va exiliar primer a França i després a Londres, on el 1947 participà en la fundació de la Internacional Liberal. El 1948 retornà a Catalunya on exercí d'advocat.
Del 1973 al 1976 fou secretari de la junta de govern del Col·legi d'Advocats de Barcelona i el 1975 fou un dels encoratjadors del Congrés de Cultura Catalana i de la campanya el català al carrer. Del 1975 al 1978 milità a Esquerra Democràtica de Catalunya (EDC), però el 1980 tornà a ERC i va ser diputat al Congrés dels Diputats del 1980 al 1982 en substitució d'Heribert Barrera. A les eleccions generals espanyoles de 1982 fou escollit senador per la circumscripció de Barcelona dins la coalició Catalunya al Senat amb CiU, càrrec que ocupà fins al 1986. Treballà per la implantació del jurat a Espanya, per la qual cosa li fou atorgada la Creu de Sant Ramon de Penyafort.